# Schmidt Hills
Le Schmidt Hills sono un gruppo di colline rocciose antartiche, lungo 28 km, situato a nord del Ghiacciaio Childs e ovest della Roderick Valley, nel Neptune Range dei Monti Pensacola in Antartide. 
Il gruppo è stato mappato dall'United States Geological Survey (USGS) sulla base di rilevazioni e foto aeree scattate dalla U.S. Navy nel periodo 1956-66.
La denominazione è stata assegnata dall'Advisory Committee on Antarctic Names (US-ACAN) in onore di Dwight L. Schmidt, geologo dell'USGS, componente del gruppo che operava sui Monti Pensacola nel 1962-63, 1963-64 e nel 1965-66.

## Elementi di interesse geografico
I principali elementi di interesse geografico comprendono:
- Monte Coulter
- Monte Gorecki
- Monte Nervo
- Pepper Peak
- Robbins Nunatak
- Wall Rock